# Quỷ quyệt: Chìa khóa quỷ dữ
Quỷ quyệt: Chìa khóa quỷ dữ (tên gốc tiếng Anh: Insidious: The Last Key) là một phim điện ảnh kinh dị siêu nhiên của Mỹ năm 2018 do Adam Robitel đạo diễn và Leigh Whannell biên kịch. Jason Blum, Oren Peli và James Wan đóng vai trò là các nhà sản xuất của phim. Đây là phần phim thứ tư của loạt phim Quỷ quyệt, lấy bối cảnh sau kết thúc của Quỷ quyệt 3 và trước hai phần phim đầu tiên. Với sự tham gia diễn xuất của Lin Shaye, Angus Sampson, Leigh Whannell, Spencer Locke, Caitlin Gerard và Bruce Davison, nội dung phim xoay quanh câu chuyện về nhà tâm linh Elise Rainier khi bà quay trở lại ngôi nhà cũ của mình hồi nhỏ để tìm lại con quỷ đã ám ảnh tuổi thơ của mình.
Quỷ quyệt: Chìa khóa quỷ dữ được hãng Universal Pictures công chiếu tại Mỹ, Việt Nam cùng nhiều quốc gia khác vào ngày 5 tháng 1 năm 2018. Phim thu về 166 triệu USD toàn cầu, trở thành phim có doanh thu cao nhất của thương hiệu Quỷ quyệt. Phim nhận được nhiều ý kiến khác nhau từ giới chuyên môn, với những lời khen ngợi cho diễn xuất của Lin Shaye, nhưng cũng có những ý kiến cho rằng loạt phim đã giảm nhiệt.

## Nội dung
Bà đồng Elise Rainier bất ngờ nhận lời cầu cứu từ người đàn ông đang sinh sống trong căn nhà cũ của mình tại thị trấn Five Keys. Đó là nơi mà bà đồng từng lớn lên trong đòn roi của người cha Gerald khắc nghiệt. Nhưng điều kinh khủng hơn là Aubrey, mẹ của bà, lại sớm bỏ mạng bởi sự xuất hiện của một ác quỷ. Quyết tâm vượt qua nỗi đau quá khứ, nhà ngoại cảm tài năng cùng hai đồng nghiệp Tucker và Specs trở về căn nhà ma quái để giúp đỡ người đàn ông xa lạ.

## Diễn viên
- Lin Shaye vai Elise Rainier
  - Ava Kolker vai Elise Rainier hồi nhỏ
  - Hana Hayes vai Elise Rainier thiếu niên
- Angus Sampson vai Tucker
- Leigh Whannell vai Specs
- Spencer Locke vai Melissa Rainier
- Caitlin Gerard vai Imogen Rainier
- Bruce Davison vai Christian Rainier
  - Pierce Pope vai Christian Rainier hồi nhỏ
  - Thomas Robie vai Christian Rainier thiếu niên
- Josh Stewart vai Gerald Rainier
- Kirk Acevedo vai Ted Garza
- Tessa Ferrer vai Audrey Rainie
- Aleque Reid vai Anna
- Marcus Henderson vai Thám tử Whitfield
- Amanda Jaros vai Mara Jennings
- Javier Botet vai Ác ma Chìa khóa
- Joseph Bishara vai Quỷ Mặt Đỏ
- Ayub Veno vai Linh hồn bị giam giữ

## Sản xuất
Quá trình quay phim chính bắt đầu từ tháng 8 năm 2016, và kết thúc vào tháng kế tiếp đó. Ngày 29 tháng 8 năm 2017, tên chính thức của bộ phim được tiết lộ tong sự kiện Halloween Horror Nights của hãng Universal Studio.

## Tiếp nhận

### Doanh thu phòng vé
Tính đến  ngày 25 tháng 3 năm 2018, Quỷ quyệt: Chìa khóa quỷ dữ đã thu về 67,3 triệu USD tại thị trường Mỹ và Canada, và 98,9 triệu USD tại các thị trường khác, với tổng mức doanh thu đạt 166,2 triệu USD, so với mức kinh phí làm phim 10 triệu USD.
Tại thị trường Mỹ và Canada, Quỷ quyệt: Chìa khóa quỷ dữ được công chiếu đồng thời với tuần chiếu mở rộng của Molly's Game, và được dự tính sẽ thu về 20–22 triệu USD từ 3.116 rạp chiếu phim trong dịp cuối tuần đầu ra mắt. Phim thu về 1,9 triệu USD từ suất chiếu sớm tối thứ Năm, con số cao nhất trong thương hiệu Quỷ quyệt. Phim kết thúc ở con số 29,3 triệu USD doanh thu trong ba ngày cuối tuần ra mắt, về thứ hai trên bảng xếp hạng doanh phòng vé, xếp sau Jumanji: Trò chơi kỳ ảo, đông thời đánh dấu mốc doanh thu ra mắt cao thứ nhì thương hiệu, sau Quỷ quyệt 2. Quỷ quyệt: Chìa khóa quỷ dữ là phim có tổng doanh thu cao nhất của loạt phim, vượt qua phần phim thứ hai với 165 triệu USD.

### Đánh giá chuyên môn
Trên hệ thống tổng hợp kết quả đánh giá Rotten Tomatoes, phim nhận được 32% lượng đồng thuận dựa theo 87 bài đánh giá, với điểm trung bình là 5,1/10. Các chuyên gia của trang web nhất trí rằng, "Quỷ quyệt: Chìa khóa quỷ dữ đã cho ngôi sao của thương hiệu Lin Shaye một cơ hội nữa để vào vai chính, nhưng những cố gắng là chưa đủ để giải cứu phân phim thiếu cảm hứng này." Trên trang Metacritic, phần phim đạt số điểm 49 trên 100, dựa trên 23 nhận xét, chủ yếu là những nhận xét hỗn tạp. Lượt bình chọn của khán giả trên trang thống kê CinemaScore cho phần phim điểm "B–" trên thang từ A+ đến F.

## Phần tiếp theo
Vào ngày 29 tháng 10 năm 2020, đã có thông báo rằng phần tiếp theo của loạt phim Quỷ quyệt đang được thực hiện với Scott Teems viết kịch bản dựa trên một câu chuyện của Leigh Whannell và Patrick Wilson làm đạo diễn. Phim sẽ tập trung vào cậu bé Dalton trong 2 phần đầu tiên, một vai diễn được thể hiện bởi diễn viên Ty Simpkins, khi cậu bé đó đã trưởng thành và bắt đầu vào đại học.